# Пенн Тауншип (округ Честер, Пенсільванія)
Пенн Тауншип (англ. Penn Township) — селище (англ. township) в США, в окрузі Честер штату Пенсільванія. Населення — 5644 особи (2020).

## Демографія
Згідно з переписом 2010 року, у селищі мешкали 5364 особи в 2194 домогосподарствах у складі 1458 родин. Було 2297 помешкань
Расовий склад населення:
| - 91,4 % — білих - 2,9 % — чорних або афроамериканців - 1,6 % — азіатів - 0,1 % — вихідців з тихоокеанських островів - 0,1 % — корінних американців - 2,8 % — осіб інших рас |

До двох чи більше рас належало 1,1 %. Частка іспаномовних становила 8,1 % від усіх жителів.
За віковим діапазоном населення розподілялося таким чином: 23,5 % — особи молодші 18 років, 47,8 % — особи у віці 18—64 років, 28,7 % — особи у віці 65 років та старші. Медіана віку мешканця становила 47,1 року. На 100 осіб жіночої статі у селищі припадало 87,2 чоловіків;  на 100 жінок у віці від 18 років та старших — 82,6 чоловіків також старших 18 років.
Середній дохід на одне домашнє господарство  становив 87 028 доларів США (медіана — 62 569), а середній дохід на одну сім'ю — 109 525 доларів (медіана — 85 938). Медіана доходів становила 74 737 доларів для чоловіків та 53 000 доларів для жінок. За межею бідності перебувало 9,2 % осіб, у тому числі 16,1 % дітей у віці до 18 років та 7,1 % осіб у віці 65 років та старших.
Цивільне працевлаштоване населення становило 2003 особи. Основні галузі зайнятості: освіта, охорона здоров'я та соціальна допомога — 25,6 %, виробництво — 11,8 %, роздрібна торгівля — 11,7 %.